# Greene County (Pennsylvania)
Das Greene County ist ein County im US-Bundesstaat Pennsylvania. Bei der Volkszählung im Jahr 2020 hatte das County 35.954 Einwohner und eine Bevölkerungsdichte von 24,1 Einwohnern pro Quadratkilometer. Der Verwaltungssitz (County Seat) ist Waynesburg.

## Geographie
Das County liegt im äußersten Südwesten von Pennsylvania am Westufer des Monongahela River, einem der Quellflüsse des Ohio River; im Westen und Süden grenzt es an West Virginia, wobei die Südgrenze durch die Verlängerung der Mason-Dixon-Linie gebildet wird. Es hat eine Fläche von 1.497 Quadratkilometern, wovon 5 Quadratkilometer Wasserfläche sind. An das Greene County grenzen folgende Countys:
|                                 | Washington County                 |                |
| Marshall County (West Virginia) |                                   | Fayette County |
| Wetzel County (West Virginia)   | Monongalia County (West Virginia) |                |

## Geschichte

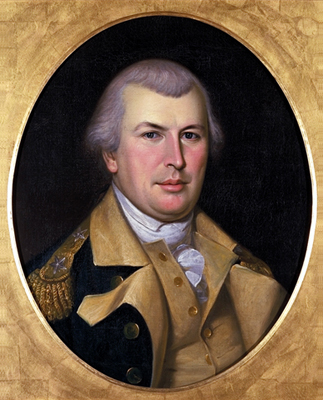
N. Greene

Das Greene County wurde am 9. Februar 1796 aus dem Washington County gebildet. Benannt wurde es nach Nathanael Greene (1742–1786), einem General der Kontinentalarmee im Amerikanischen Unabhängigkeitskrieg.
Ein Ort im County hat den Status einer National Historic Landmark, der W. A. Young and Sons Foundry and Machine Shop. 41 Bauwerke und Stätten des Countys sind im National Register of Historic Places (NRHP) eingetragen (Stand 23. Juli 2018).

## Demografische Daten
Nach der Volkszählung im Jahr 2010 lebten im Greene County 38.686 Menschen in 14.530 Haushalten. Die Bevölkerungsdichte betrug 25,9 Einwohner pro Quadratkilometer. 
Ethnisch betrachtet setzte sich die Bevölkerung zusammen aus 94,6 Prozent Weißen, 3,3 Prozent Afroamerikanern, 0,2 Prozent amerikanischen Ureinwohnern, 0,3 Prozent Asiaten sowie aus anderen ethnischen Gruppen; 1,0 Prozent stammten von zwei oder mehr Ethnien ab. Unabhängig von der ethnischen Zugehörigkeit waren 1,2 Prozent der Bevölkerung spanischer oder lateinamerikanischer Abstammung.
In den 14.530 Haushalten lebten statistisch je 2,52 Personen. 
19,9 Prozent der Bevölkerung waren unter 18 Jahre alt, 64,8 Prozent waren zwischen 18 und 64 und 15,3 Prozent waren 65 Jahre oder älter. 48,5 Prozent der Bevölkerung war weiblich.

Das jährliche Durchschnittseinkommen eines Haushalts lag bei 38.233 USD. Das Prokopfeinkommen betrug 19.832 USD. 17,5 Prozent der Einwohner lebten unterhalb der Armutsgrenze.

## Städte und Gemeinden

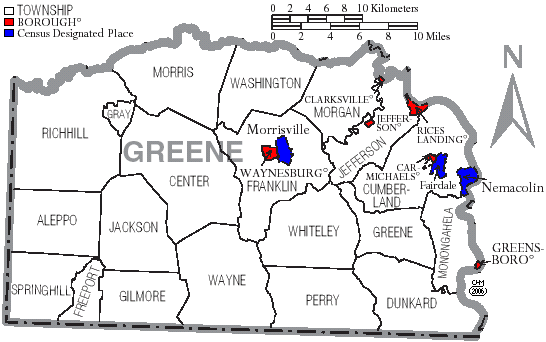
Karte des Greene Countys

Boroughs
| - Carmichaels - Clarksville - Greensboro | - Jefferson - Rices Landing - Waynesburg |

Census-designated places (CDP)
- Fairdale
- Morrisville
- Nemacolin

Unincorporated Communitys
- Khedive
- Mount Morris

## Townships
| - Aleppo Township - Center Township - Cumberland Township - Dunkard Township - Franklin Township | - Freeport Township - Gilmore Township - Gray Township - Greene Township - Jackson Township | - Jefferson Township - Monongahela Township - Morgan Township - Morris Township - Perry Township | - Richhill Township - Springhill Township - Washington Township - Wayne Township - Whiteley Township |